# Unalaska Island
Unalaska Island ist eine Insel der Fox Islands im west-östlichen Zentrum der südwestlich von Alaska liegenden und zu den Vereinigten Staaten gehörenden Inselkette der Aleuten. Sie ist 2721 km² groß. Im Nordosten, auf der der Beringsee zugewandten Seite der Insel liegt der gleichnamige Hauptort, der sich zu einem großen Teil auf die Hafeninsel Amaknak ausgebreitet hat.

## Geschichte
1759 beherbergten die Inseln Unalaska und Amaknak 24 Siedlungen mit über 1000 aleutischen Einwohnern. Die Alëuten oder Unangan leben auf der Insel Unalaska seit tausenden Jahren. Der russische Pelzhandel erreichte Unalaska, als Stepan Glotow mit seiner Besatzung am 1. August 1759 landete.
Die Dritte Südseereise der Engländers James Cook besuchte die Insel im Oktober 1778 für drei Wochen.
Im Jahr 1788 wurde die Insel von der spanischen Expedition unter Esteban José Martínez besucht.
Die russische Rurik-Expedition unter Otto von Kotzebue besuchte zweimal, in den Jahren 1815 und 1816, die Insel. Dabei ließ sich der deutsch-französische Naturwissenschaftler Adelbert von Chamisso, um das Wissen der aleutischen Einwohner um die damals noch wenig erforschten Wale zu bewahren, von diesen kleine bemalte Modelle aus Holz schnitzen, die er mit Zeichnungen veröffentlichte und die sich in Berlin erhalten haben.
Am 3. Juni 1942, während des Zweiten Weltkriegs, wurde Unalaska von den japanischen Streitkräften angegriffen. Fast sämtliche Einheimische wurden für die Dauer des Krieges nach Südost-Alaska geschickt.

## Geographie
Die Bucht von Unalaska mündet in den Aktuan Pass, der die Insel im Nordosten begrenzt und in dem die kleine Insel Unalga liegt. Im Süden trennt der enge Umnak Pass Unalaska von der Nachbarinsel Umnak. Vor diesem Pass liegt – ca. 80 km südwestlich von Unalaska entfernt, ebenfalls auf der der Beringsee zugewandten Seite – die Kleinstadt Chernofski am Fuße des Mount Aspird (654 m).
Die größte Erhebung der Insel ist der Vulkan Makushin mit 2036 m Höhe über dem Meer.
Am 8. Dezember 2004 zerbrach das malaiische Frachtschiff Selendang Ayu vor Unalaska und verursachte durch das ausgelaufene Schweröl eine Ölpest.